# Johannes Öhlund
Johannes Öhlund, född 19 januari 1882 i Nordingrå församling, Västernorrlands län, död 16 maj 1944, var en svensk företagsledare.
Öhlund, som var son till torparen Petrus Öhlund och Margareta Person, utexaminerades från Bröderna Påhlmans handelsinstitut 1898. Han var anställd hos Svenska AB Siemens & Halske  1899–1903, resande för Asea 1903–1917 och verkställande direktör i Elektriska AB Skandia (Elektroskandia) i Stockholm 1917–1939. Han var vice ordförande i Elektriska Engrossistföreningen i Stockholm.